# Presqu'île Bouquet de la Grye

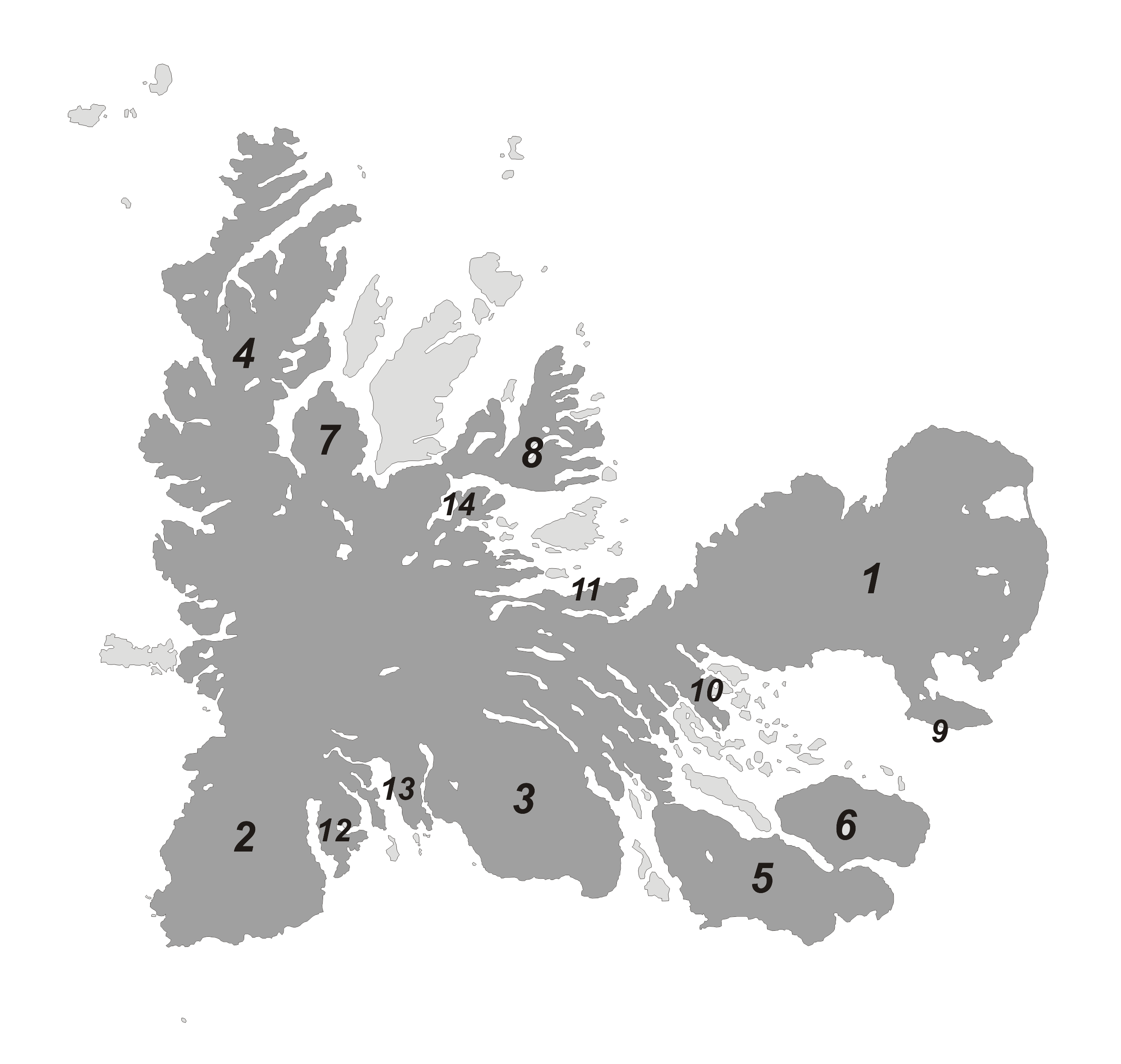
Carte de l'archipel des Kerguelen représentant les principales péninsules de la Grande Terre, et notamment la presqu'île Bouquet de la Grye en 11.

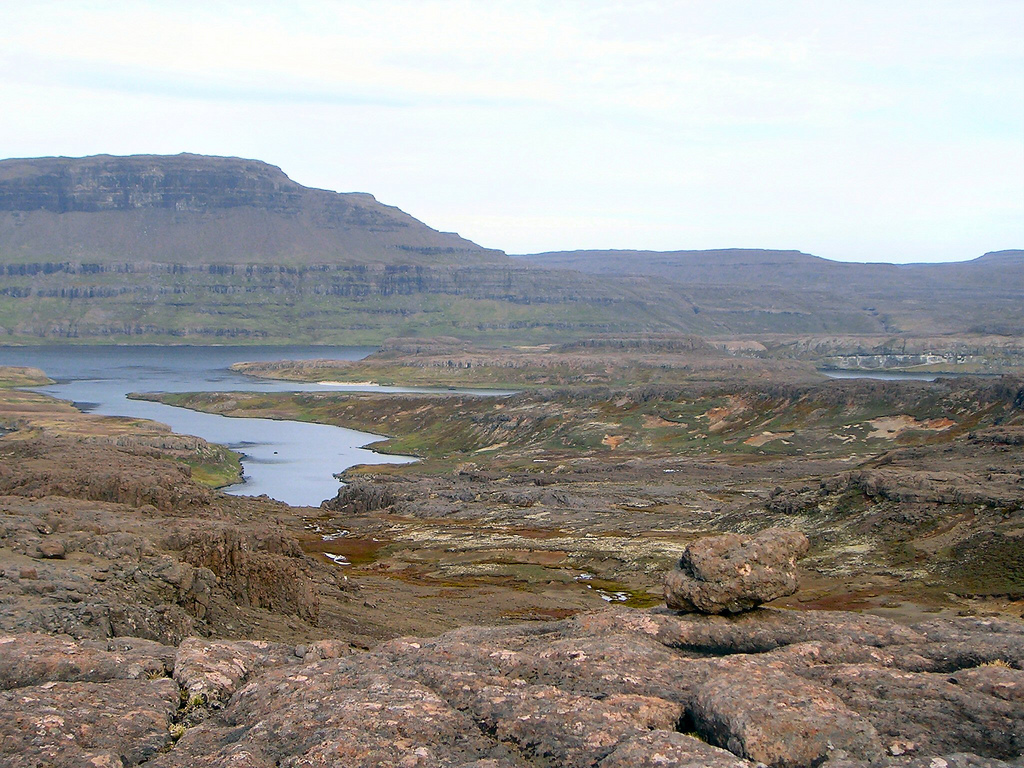
Le site de Port-Couvreux, à l'est de la presqu'île en 2005

La presqu'île Bouquet de la Grye est une presqu'île de la Grande Terre, île principale de l'archipel des Kerguelen dans le sud de l'océan Indien (Terres australes et antarctiques françaises). Reliée à sa côte centrale-nord de l'île, elle se trouve, du fait de la forme particulière de celle-ci, à proximité de son centre. 
La presqu'île s'étend d'ouest en est, au fond de la baie de Hillsborough, elle même située dans le plus grand golfe des Baleiniers, longeant la l'île dont elle n'est séparée que par un étroit bras de mer, le havre du Beau Temps et le bras de la Fonderie. Le plus haut point de la presqu'île est le mont Von Schleinitz avec 344 mètres, à l'ouest, deux sommets au centre et à l'est dépasse les 300 mètres. 
Sur sa pointe est, au fond d'une baie, se trouve l'ancienne ferme de Port-Couvreux, tentative d'élevage de moutons au début du XXe siècle et aujourd'hui abandonnée.
La presqu'île a été nommée en l'honneur de Anatole Bouquet de La Grye  (1827-1909), ingénieur hydrographe qui fut président de la Société astronomique de France puis président de la Société de géographie. 